# Richard Hoyer
Richard Hoyer (* 22. April 1943; † November 1969 im Dhaulagiri Himal) war ein österreichischer Bergsteiger und Expeditionsleiter. Er verschwand beim Erstbesteigungsversuch des Dhaulagiri IV (7661 m).

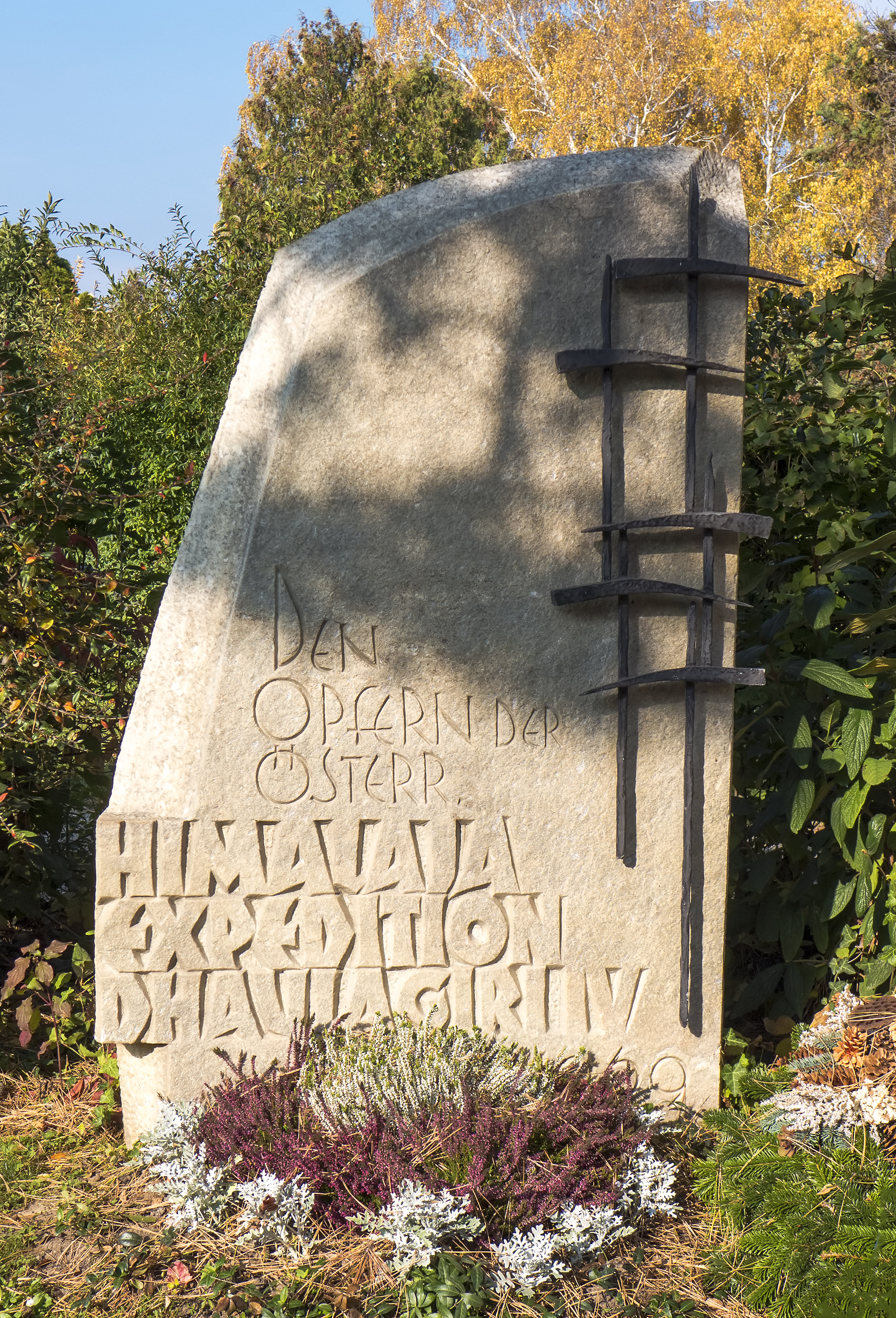
Gedenkstätte am Wiener Zentralfriedhof

## Karriere
Der gelernte Mechaniker aus Wien begann 1961 mit dem Bergsteigen und erzielte in den Folgejahren einige beachtliche alpinistische Leistungen. Darunter zählten die Alleinbegehung von 22 Gipfeln der Gleirsch-Halltal-Kette ohne Unterbrechung, die dritte Winterüberschreitung der Haller Mauern (sechs Gipfel) im Alleingang, der Peutereygrat am Mont Blanc (längster kombinierter Gratanstieg in den Alpen), eine Grandes Jorasses-Überschreitung von Ost nach West, sowie die Erstbegehung des „Österreichersporns“ in der Pik Lenin-Ostwand.
Im Alter von nur 26 Jahren wurde er zum Leiter der Österreichischen Himalaya-Expedition 1969 zum Dhaulagiri IV ernannt, der auch noch die Österreicher Kurt Ring (36), Peter Lavička (28), Peter Nemec (26) und Kurt Reha (21) angehörten. Nach Errichten des letzten Hochlagers am 9. November meldete sich Hoyer beim Basislager und gab bekannt, den Gipfelaufstieg am frühen Morgen des nächsten Tages versuchen zu wollen. Seitdem werden Hoyer, die anderen vier Österreicher und ein Sherpa vermisst.
1971 wurde eine Gedenktafel für die vermissten Bergsteiger an der Erzherzog-Johann-Hütte am Großglockner errichtet. 1972 folgte eine Gedenkstätte im Bereich der Ehrengräber im Wiener Zentralfriedhof.

## Auswahl weiterer Begehungen von Hoyer
- Cima Tosa-Nordostwand
- Croz dell’Altissimo-Südwestwand
- Fleischbank-Südostverschneidung
- Kleiner Lafatscher-Nordostverschneidung
- Sentinelle Rouge an der Brenvaflanke des Mont Blanc
- Däumling-Ostkante im Gosaukamm
- Dachl/Rosskuppenverschneidung im Gesäuse
- Rosskuppenkante im Gesäuße mit Fritz Wiessner
- 1. Begehung der Stangenwand-Südostverschneidung in der Hochschwabgruppe
- Aiguille du Dru-Südwestpfeiler
- Matterhorn-Nordwand